# 女高中生殭屍獵人
《女高中生殭屍獵人》是一款由D3 Publisher在2017年1月12日發佈的PlayStation 4用遊戲軟體。2018年6月5日在Microsoft Windows（Steam用）發佈。

## 概要
美俏女劍士系列衍生作品、同系列為性感的御姐以劍戟對戰、本作則是女子高生擔任主角的動作射擊遊戲。
私立霧策高校（しりつきりさくこうこう）突然出現了一大波僵尸，秋葉小百合等5名女子高生合力與之戰鬥。在僵尸出沒的世界觀之下，高校被設定為配備重火器。
因緣際會，平衡被打破，校園染上血色。
故事的大部份是以從學校逃離為目標的大工程作為主線任務，5名主人公的性格和趣向、過去的日常生活體験可以通過支線任務來看出幾分。支線任務大多以救援物資獲取為内容。

## 登場人物
秋葉小百合（あきは サユリ）
声 - 大龜明日香
喜歡看機戰系動畫的17歳女子高生。得意武器為手槍，剣道部所属（因為祖父在從事剣道）。對於都市伝説一直以來都信以為真。學習成績不好、国語、数学、理科、社会、英語都不在行。相對的，医療相關的事情卻很在行，擅長護理。利用這一點在擦傷、貧血和摔倒的時候幫助理紗。
久保田理紗（くぼた リサ）
声 - 大西沙織
年幼時父母雙亡，在秋葉家長大的17歳女子高生。得意武器是突擊步槍，長刀部所属。對於小百合則是像姐姐一樣看待，本次事件中，一個人行動直到與小百合合流時說了「我無法丟下小百合而獨自逃脫」這樣的話。
姬路麻耶弥（ひめじ まやや）
声 - 橋本千波
江波的朋友，有著不思議感性的16歳女子高生。得意武器為輕機槍，棒球部所属。朋友們常常模仿僵尸來喊她的名字。與小百合同様有著喜歡動畫的一面，也會不時談起。又與小百合同様，對於都市伝説一直以來都信以為真。
神条惠南（かみじょう エナミ）
声 - 千本木彩花
学業成績優秀，運動也很擅長的努力型18歳女子高生。得意武器為狙擊步槍，足球部所属。在成員中顯得認真而自信，凡事不會坐以待斃。很喜歡咖啡，沒有它就活不下去。在選擇咖啡豆和泡咖啡的時候也是如此。
金崎玲（かなざき レイ）
声 - 石原夏織
中学時代曾經是清純派偶像，現在休業的17歳女子高生。得意武器為散彈槍，空手道部所属。大小姐的口氣以及表面上盛氣淩人，實際卻很體貼的性格。對於保持女人味非常看重。

## 出處
1. ↑  「お姉チャンバラ」と同じ世界設定で展開する「スクールガールゾンビハンター」がPS4で2017年1月12日発売。5人の女子高生がゾンビと戦う （页面存档备份，存于） 4Gamer.net 2016年9月18日

## 外部連結
- 女高中生殭屍獵人 PS4版官方頁面（页面存档备份，存于）
- Steam版官方頁面（页面存档备份，存于）